# Gerobatrachus
Gerobatrachus je vymřelý rod hmyzožravých obojživelníků z řádu Temnospondyli. Žil v permském období sakmar zhruba před 290 miliony lety.
V roce 1995 objevil Peter Kroehler ze Smithsonova institutu v texaském Baylor County téměř kompletní kostru tohoto živočicha, dlouhou 11 centimetrů. V roce 2008 byl podle ní popsán typový druh Gerobatrachus hottoni. Rodové jméno znamená v řečtině „stará žába“ a druhové jméno připomíná amerického paleontologa Nicholase Hottona.
Některými znaky, např. širokou zploštělou lebkou, Gerobatrachus připomíná žáby, stavba zadních končetin se zase podobá ocasatým. Na rozdíl od jiných známých příslušníků čeledi Amphibamidae má jeho kostra pouze sedmnáct obratlů. Jason Anderson z University of Calgary ho proto označil výrazem „frogmander“ („žabomlok“). Původně byl Gerobatrachus považován za nejbližšího příbuzného skupiny Batrachia, avšak podle studie, kterou vydali roku 2009 David Marjanović a Michel Laurin, se moderním obojživelníkům pouze podobal v důsledku konvergence.